# Théâtre national Cervantes
Le Théâtre national Cervantes (en espagnol Teatro Nacional Cervantes, et en abrégé T.N.C.), connu également sous la dénomination de Théâtre national de buenos Aires (Teatro Nacional de Buenos Aires), ou tout simplement de Teatro Cervantes, est un théâtre sis dans le centre de Buenos Aires (Ciudad de Buenos Aires), en Argentine. Il fut fondé vers 1920 par un couple espagnol de comédiens et metteurs en scène célèbres, María Guerrero et Fernando Díaz de Mendoza, qui y engagèrent toute leur fortune.
La désignation Théâtre Cervantes recouvre d’une part l’édifice théâtral, et d’autre part une institution théâtrale publique. L’édifice, dont la construction mobilisa toute l’Espagne et mit à contribution, outre les fondateurs, toute la haute société et la classe intellectuelle argentines, fut achevé de bâtir en 1921 et se caractérise, selon les vœux du couple donateur, par son style néo-plateresque espagnol. Les propriétaires ne pouvant plus en assumer les frais d’entretien, le bâtiment fut acquis par l’État national argentin, grâce à l’intercession de l’écrivain et directeur de théâtre Enrique García Velloso, qui s’était lié d’amitié avec le couple espagnol. En 1961, le lendemain du jour où la troupe de Madeleine Renaud et Jean-Louis Barrault y eut donné une représentation, l’édifice fut ravagé par un incendie, mais sera restauré et augmenté d’une aile moderne. Il fut classé au titre de Monument historique national en 1995.
Quant à l’institution du T.N.C., elle est directement du ressort de l’autorité fédérale argentine et dispose de sa propre troupe de comédiens et d’une école d'art dramatique. C’est du reste l’unique exemple de théâtre « national » en Argentine. Cette institution, dont l’existence commença en 1921, à l’acquisition de l’édifice par l’État fédéral argentin, traversera, sous différentes appellations et sous la direction d’éminents hommes de théâtre (Antonio Cunill Cabanellas dans les années 1930, Orestes Caviglia après la Révolution libératrice, et, au sortir de la dictature, Osvaldo Dragún), les différents régimes politiques successifs, y compris militaires, non sans quelques heurts il est vrai, notamment en 1960. Après la restauration de la démocratie en 1983, son rôle fut maintenu, mais redéfini par voie législative, et son autonomie désormais garantie.

## Historique

### Fondation
La fondation du théâtre Cervantes fut une initiative des époux et acteurs de théâtre espagnols María Guerrero et Fernando Díaz de Mendoza. La première, comédienne et metteur en scène de théâtre, et accessoirement muse de quelques dramaturges de son époque, avait déjà atteint à la célébrité dans son pays d’origine, où depuis plus de 30 ans son nom était associé à la rénovation de l’art dramatique et scénique. Elle et son mari Díaz de Mendoza, Grand d’Espagne, lui aussi acteur et metteur en scène, vinrent pour la première fois à Buenos Aires en 1897, à la tête de la compagnie théâtrale madrilène qu’elle et son mari dirigeaient alors, la Compañía Guerrero―Diaz de Mendoza ou Teatro de la Princesa. Ils ne furent pas longtemps à acquérir auprès du public (et de la critique) argentins la même reconnaissance et le même prestige que naguère auprès du public espagnol. Durant la première décennie du XXe siècle, le public portègne vint voir la troupe au théâtre Odeón, aujourd’hui disparu, dans le même répertoire assez large qui avait déjà assuré l’engouement des spectateurs espagnols. Les auteurs privilégiés par l’actrice étaient Jacinto Benavente, Eduardo Marquina, les frères Quintero, José Ortega Munilla, à côté des classiques Calderón, Tirso de Molina, Rojas, Ventura de la Vega etc.

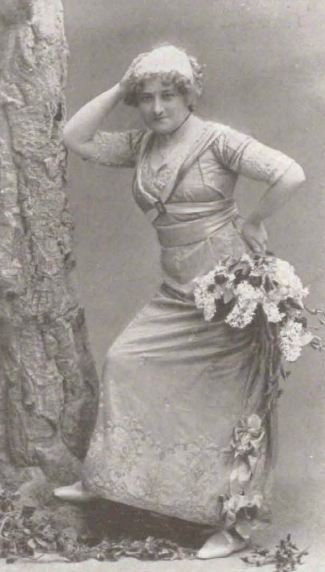
La comédienne María Guerrero, cofondatrice du théâtre Cervantes.

Le couple, connu pour ses manières aristocratiques à l’espagnole et pour sa grande générosité, résolut en 1918 de fonder un nouveau théâtre dans la capitale argentine, théâtre dont la presse annonça la construction cette même année, sur une parcelle à l’angle des avenues Libertad et Córdoba. Disposant de peu de ressources pour accomplir leur dessein, María Guerrero et son époux surent faire en sorte que l’Espagne tout entière collaborât inconditionnellement au projet et réussirent à impliquer jusqu’au roi d’Espagne Alphonse XIII, qui éprouva pour ce projet, appelé à se constituer en haute tribune de l’art et de la langue espagnoles, un tel enthousiasme qu’il ordonna que tous les navires de transport espagnols de son gouvernement en partance pour Buenos Aires eussent à acheminer vers cette ville les éléments artistiques et artisanaux nécessaires à la construction du Cervantes. Dix villes d’Espagne consentirent ainsi à travailler au service du somptueux théâtre en gestation, Valence p.ex. fournissant les azulejos et les damas, Tarragone les carreaux de céramique rouges pour le rez-de-chaussée, Ronda les portes des loges, copiées d’une vieille sacristie, Séville les sièges de la cour intérieure, et les commodes, miroirs, bancs, barres, ferronneries, azulejos, Lucena les candélabres, lampadaires, lanternes, Barcelone la fresque du plafond de la grande salle, Madrid enfin les tapisseries et le rideau de scène, véritable ouvrage de tapisserie représentant le blason de la ville de Buenos Aires brodé de soie et or. L’entreprise put compter également sur le soutien et la libéralité des hautes sphères sociales, financières et artistiques de la capitale argentine.

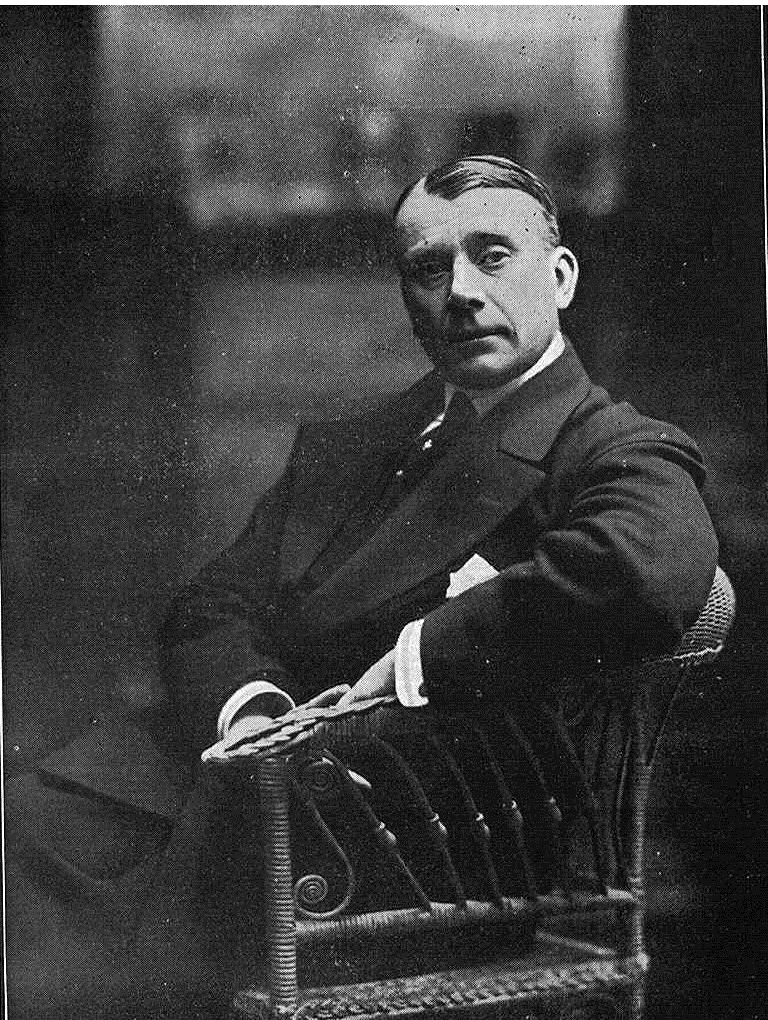
L’acteur et metteur en scène de théâtre Fernando Díaz de Mendoza, fondateur, avec sa femme María Guerrero, du Cervantes.

L’édifice fut inauguré en grande pompe le 5 septembre 1921, notamment par une représentation de la pièce La dama boba (la Petite Niaise) de Lope de Vega, laquelle pièce avait occupé une place importante dans la carrière de María Guerrero, et dans laquelle elle interpréta à nouveau le rôle-titre. Du reste, l’actrice ne voulut jamais céder aux propositions réitérées de baptiser le théâtre à son nom. L’inauguration eut une double signification : d’une part, pour le pays, il constitua un véritable événement culturel et social qui attira artistes, intellectuels, personnalités politiques et tout le gratin de la haute société du début du XXe siècle, et bénéficia d’une couverture exceptionnelle dans la presse portègne ; d’autre part, le théâtre fut la concrétisation du rêve le plus cher du couple María Guerrero et Fernando Díaz de Mendoza, qui avait engagé non seulement toute son énergie, mais aussi toute sa fortune personnelle dans le projet.
L’entretien onéreux du bâtiment et l’impéritie de Fernando Díaz de Mendoza dans la gestion administrative du théâtre plongèrent le couple dans un considérable endettement. En 1926, après que les dettes eurent atteint des sommets, les époux propriétaires du Cervantes, épuisés, se résignèrent à mettre l’édifice en vente publique.

### Conservatoire national de Musique et de Déclamation (1924)
En 1897, María Guerrero et Fernando Díaz de Mendoza s’étaient liés d’amitié avec l’auteur argentin Enrique García Velloso. Ce fut à l’intervention de celui-ci que le Teatro Cervantes fut inscrit au titre de Monument historique national. Ensuite, par décret de juillet 1924, Marcelo Torcuato de Alvear, pour lors président de la république argentine, créa le Conservatoire national de musique et de déclamation. L’année suivante, la Commission nationale des Beaux-Arts conçut le projet de donner au pays un théâtre public qui pût être en même temps le lieu et podium de formation des futurs élèves du Conservatoire. Pour mettre en œuvre le projet, García Velloso, en sa qualité de vice-directeur du Conservatoire et conseiller de la susnommée commission, évoqua la possibilité d’acquérir l’édifice du Cervantes pour les besoins du théâtre public envisagé, sans dissimuler l’épineuse situation économique de ses propriétaires, arguant :

« Le théâtre Cervantes est perdu pour eux. D’un moment à l’autre se produira le 'krach' définitif, et, songeant douloureusement que le magnifique théâtre pourrait passer en des mains mercenaires, je conseille au gouvernement national d’en faire la rapide acquisition et de le mettre à la disposition de la Commission des Beaux-Arts. »

Le président Alvear, enthousiasmé par la proposition de García Velloso, disposa que la banque nationale d’Argentine (Banco de la Nación) se fît acheteur du théâtre de María Guerrero.

### Théâtre national de la Comédie (1933-1955)
En 1933 fut adoptée la loi portant création du Théâtre national de la Comédie ; pour permettre à cette institution publique de remplir sa mission, on lui assigna le Teatro Cervantes, acquis par l’État quelques années auparavant, et l’ensemble fut placé sous l’autorité de la Commission nationale de la culture, instituée par la même loi. Cependant, deux années encore passèrent avant que cet objectif ne fût réalisé. Tandis que la présidence de la Comisión Nacional de Cultura revint à Matías Sánchez Sorondo, l’organisation et la direction de la Comedia furent confiées à l’acteur et metteur en scène de théâtre Antonio Cunill Cabanellas. Celui-ci eut à cœur de définir et de mettre en œuvre deux objectifs essentiels : d’une part, atteindre le meilleur niveau possible pour les productions du théâtre, ce qui impliquait pour lui d’apporter le plus grand soin aux aspects scéniques (scénographie, costumes, éclairages etc.) ainsi qu’une recherche constante du perfectionnement dans le jeu des comédiens ; et d’autre part, bénéficier, lors du choix du répertoire, du soutien total de la part des auteurs argentins. Pour les besoins du premier objectif, il créa un atelier de création scénographique et de costumes ; en vue du deuxième, il fut constitué une Commission de lecture, composée de figures du monde artistique, telles que José González Castillo, Enrique García Velloso, Leopoldo Marechal et Cunill lui-même, entre autres, tous imprégnés de l’idée qu’un théâtre national n’était pas concevable sans la présence d’un grand nombre d’auteurs nationaux de qualité. Ce qui caractérisait le travail de Cunill était d’abord le haut niveau artistique des spectacles, à tous égards, obtenu grâce aux collaborateurs qui le secondaient (acteurs, scénographes, musiciens etc.), ensuite le fort appui apporté à de jeunes auteurs nationaux, dont les œuvres jouissaient des mêmes conditions de production que celles des auteurs consacrés.
Il y a lieu enfin de mentionner l’équipe de comédiens, composée des meilleurs professionnels du moment, qui dans ces années-là avaient rejoints la Comedia Nacional, notamment Iris Marga, Eva Franco, Niní Gambier, Maruja Gil Quesada, Tina Helba, Nuri Montsé, Pilar Gómez, María Esther Podestá, Luisa Vehil, Gloria Ferrandiz, Miguel Faust Rocha, Francisco Petrone, Guillermo Bataglia, Santiago Arrieta, Homero Cárpena, Mario Danesi, Angel Magaña, Santiago Gómez Cou, Florindo Ferrario, Pablo Acchiardi etc.
La Comedia fit ses débuts le 24 avril 1936, avec ce qui était alors déjà un classique du théâtre, Locos de verano de Gregorio de Laferrère, production qui sera un succès retentissant pour Cunill et son équipe.
Parallèlement à cette mission, Cunill fonda l’actuel Institut national d’études théâtrales (Instituto Nacional de Estudios de Teatro), mit sur pied un musée du théâtre dans l’aile droite du hall d’entrée du Cervantes, et jeta les bases des Archives théâtrales et de la bibliothèque de l’Institut.
En 1941, Cunill Cabanellas démissionna de ses fonctions à la Comedia Nacional, et l’on évoqua comme raison de cette décision la lassitude, voire la maladie. Cependant, le motif de cette démission est à chercher probablement dans la mise en place d’une Commission adjointe (Comisión Asesora) au Teatro Cervantes, chargée d’en contrôler la gestion, mise en place décidée par la Commission nationale de la Culture, dirigée alors par l’écrivain et homme politique d’extrême droite Gustavo Martínez Zuviría, alias Hugo Wast.
La Comedia poursuivit son travail artistique sous la conduite successive de Armando Discépolo, Elías Alippi et enfin Enrique De Rosas, qui clôtura un âge d’or du spectacle théâtral en Argentine. D’autres directeurs se succédèrent encore jusqu’à ce que, après une année (1955) où il n’y eut pas de saison officielle, le pouvoir exécutif supprima par décret en 1956 la Comisión Nacional de Cultura que présidait le poète et compositeur Cátulo Castillo.

### La Comédie argentine (1956)
Le 14 août 1956, au lendemain de la dénommée Révolution libératrice, le ministre de l’Éducation et de la Justice, le Dr Carlos Adrogué, annonça la création de la Comedia Argentina qui commencerait bientôt ses activités dans la salle du théâtre Cervantes. Toutefois, la nouvelle institution entendait ne pas se borner à être une simple troupe officielle, mais se proposait de rénover la littérature dramatique et les arts de la scène en général. Durant cette nouvelle période, ce fut Orestes Caviglia qui prit les rênes du Théâtre national Cervantes, énonçant aussitôt après sa nomination quels seraient les points forts en matière d’objectifs à réaliser, à savoir : l’élaboration d’un style propre de la maison, en particulier par la mise sur pied d’un atelier-laboratoire réservé à l’équipe du Cervantes et dispensant notamment des cours de gymnastique plastique et rythmique, d’improvisation, de diction, de phoniatrie et de récitation chorale ; la participation de délégués des acteurs, directeurs, techniciens de la scène et assistants littéraires au Conseil appelé à superviser les travaux ; l’intention de faire de la Comedia Nacional Argentina une pépinière de vocations, loin de tout vedettariat, où l’acteur sera tenu avant tout de se mettre au service du théâtre.

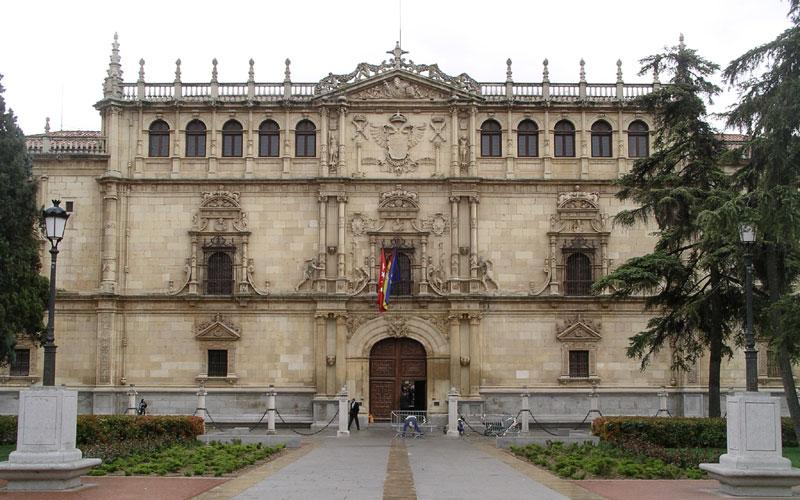
Le Colegio Mayor de San Ildefonso de l’université d’Alcala de Henares, dont la façade servit de modèle au théâtre Cervantes.

Le 5 octobre 1956, la nouvelle équipe se produisit pour la première fois sous la direction d’Orestes Caviglia, avec la pièce Facundo en la ciudadela, du poète argentin Vicente Barbieri. Sous son administration, qui se prolongera jusqu’à 1960, Caviglia réussit à former une troupe homogène et à mettre au point un répertoire qualifié. Parmi les nombreuses œuvres qui furent montées méritent mention en particulier : Las aguas del mundo, de Samuel Eichelbaum ; Los expedientes, de l’écrivain alors débutant Marco Denevi ; Asesinato en la catedral (Meurtre dans la cathédrale), de T. S. Eliot ; Don Juan, de Molière, dans une mise en scène de Jean Vilar, qui vint de France à Buenos Aires avec sa compagnie du Théâtre National Populaire ; Noche de Reyes (la Nuit des rois), de Shakespeare ; La casa de Bernarda Alba (la Maison de Bernarda Alba), de Federico García Lorca ; et El pan de la locura, de Carlos Gorostiza. La programmation de la Comédie argentine était, avec 7 œuvres argentines et 8 d’auteurs étrangers, moins centrée sur la production nationale que celle de son prédécesseur le Théâtre national de la Comédie, avec ses 47 œuvres nationales sur un total de 52 productions ; du reste, ces productions n’eurent rien à envier, sur le plan de la qualité, aux réalisations de la période antérieure.
La saison 1960 s’ouvrit en avril avec Locos de verano de Gregorio de Laferrère, mis en scène par Armando Discépolo. En juillet, l’œuvre de George Bernard Shaw, Hombre y superhombre (Homme et surhomme), provoqua un conflit entre Caviglia et les autorités politiques nationales, parce que le théâtre avait proposé Inda Ledesma dans le rôle principal et, ce faisant, l’intégrait de fait dans la Comedia Argentina. Le désaccord fut suivi de l’éloignement non seulement de Caviglia mais aussi de tout le comité de direction. Héctor Blas González, titulaire du portefeuille de la culture dans le gouvernement d’Arturo Frondizi, affirma, se référant à l’incident, qu’il était opposé à la censure, mais qu’il « défendra, en tant que citoyen et fonctionnaire, les institutions qui font l’essence de notre pays et la culture de l’Occident », dans une allusion claire aux positions idéologiques d’Inda Ledesma. Peu de jours après, la direction de la Culture nomma le metteur en scène Narciso Ibáñez Menta comme nouveau directeur du Théâtre Cervantes, tandis qu’Orestes Caviglia partait en exil à Montevideo.
Narciso Ibáñez Menta annonça l’organisation de tournées dans l’intérieur du pays, qu’effectuerait une deuxième troupe de sociétaires. Cette même année 1960, le Cervantes reçut la visite d’éminentes compagnies étrangères et ouvrit la saison 1961 avec El burlador de Sevilla (le Trompeur de Séville) de Tirso de Molina. Le 9 juin, le public de Buenos Aires eut le privilège d’applaudir la troupe de L'Odéon-Théâtre de France emmenée par Madeleine Renaud et Jean-Louis Barrault. Le lendemain éclata l’incendie qui détruisit en grande partie le théâtre et sera qualifié de « catastrophe nationale ».

### Incendie de 1961 et remaniement du bâtiment

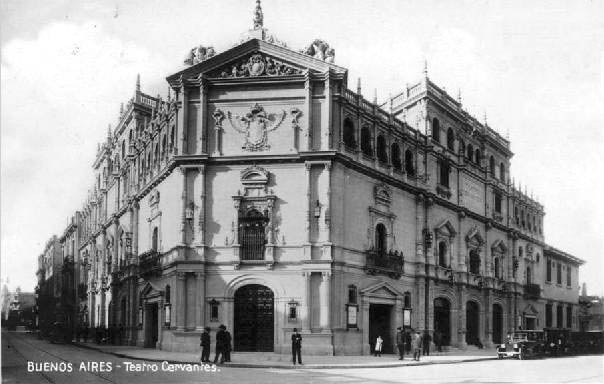
Aspect originel du théâtre.

Le 10 août 1961, le Teatro Cervantes fut ravagé par un incendie qui détruisit une grande partie de ses équipements. Grâce à la toile de sécurité, la destruction ne fut pas totale, mais les dommages néanmoins seront considérables et se monteront à quelque 50 millions de pesos. Le ministère de l’Éducation et de la Justice, qui eut, au nom de l’État fédéral argentin, à assumer la reconstruction et la remise en état de l’édifice, saisit l’occasion pour le remanier et lui adjoindre, sur l’avenue Córdoba, une nouvelle annexe. Celle-ci, de style moderniste, fut conçue par le bureau d’architectes Mario Roberto Álvarez et Associés et comprend trois sous-sols, un rez-de-chaussée et treize étages. Le surcroît d’espace ainsi produit permit la création d’une nouvelle salle de spectacle, plus vaste et plus haute, et l’aménagement d’ateliers, de salles de répétition, de dépôts et de bureaux. En outre, le rideau de scène fut entièrement reconstitué, à l’identique, sur la foi de photographies et de restes récupérés parmi les décombres de la salle.
Pendant les travaux de reconstruction, la Comedia Argentina joua ses représentations au Théâtre municipal General San Martín, dans la salle Regina de la Maison du Théâtre, et au théâtre Argentino. Le théâtre Cervantes fut finalement rouvert au public en 1968.

### «Refondation» au sortir de la dictature militaire
En 1995, 12 ans après la restauration de la démocratie en Argentine, le Cervantes fut déclaré Monument historique national en vertu de la loi no 24.570, et deux ans plus tard, par l’adoption de la loi dite Ley Nacional del Teatro, l’institution acquit enfin l’autonomie tant convoitée. Ces faits eurent lieu sous l’administration d’Osvaldo Dragún, dramaturge de renom et naguère grande figure inspiratrice du Teatro Abierto, par lequel, à partir de 1981, le théâtre argentin entendit réaffirmer, face à la dictature militaire, non seulement son existence, mais aussi sa vigilance et son engagement militant.
Dorénavant, les planches du T.N.C. accueilleront les Encuentros de Teatro Hispanoamericano (Rencontres de théâtre hispano-américain) et verront la mise en œuvre d’une politique théâtrale tendant à accorder une place privilégiée aux expressions théâtrales provenant de l’aire culturelle et linguistique de même appartenance.

## L’édifice

### Architecture

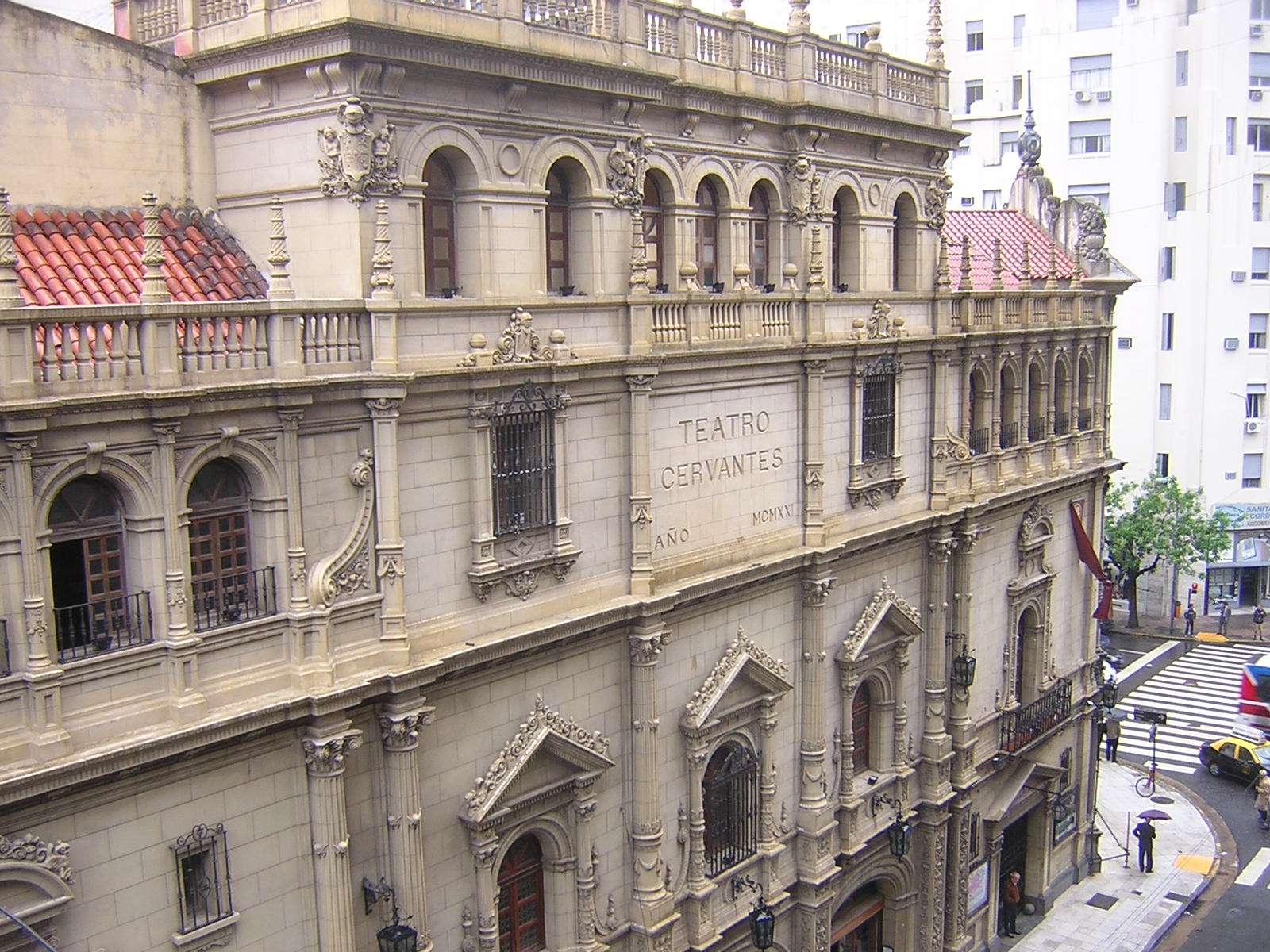
Façade du théâtre sur l'avenue Libertad.

Les plans du bâtiment furent fournis par les architectes Fernando Aranda Arias et Emilio Repetto, lesquels se trouvèrent d’accord avec la donatrice María Guerrero pour que l’ensemble devînt une quasi réplique du Colegio mayor de San Ildefonso, de l’université d’Alcalá de Henares, et adoptât donc un style architectural expressément espagnol, comme l’origine de ses fondateurs, et où prédominerait le style Renaissance plateresque, avec toutefois une forte teinte d’herreriano.
La construction et l’ornamentation du Cervantes mobilisa quelque 700 personnes, ouvriers, artisans et artistes, mais tout fut conçu, corrigé et modifié sous la surveillance constante de María Guerrero. La salle principale porte le nom de María Guerrero.

### Salles et scènes

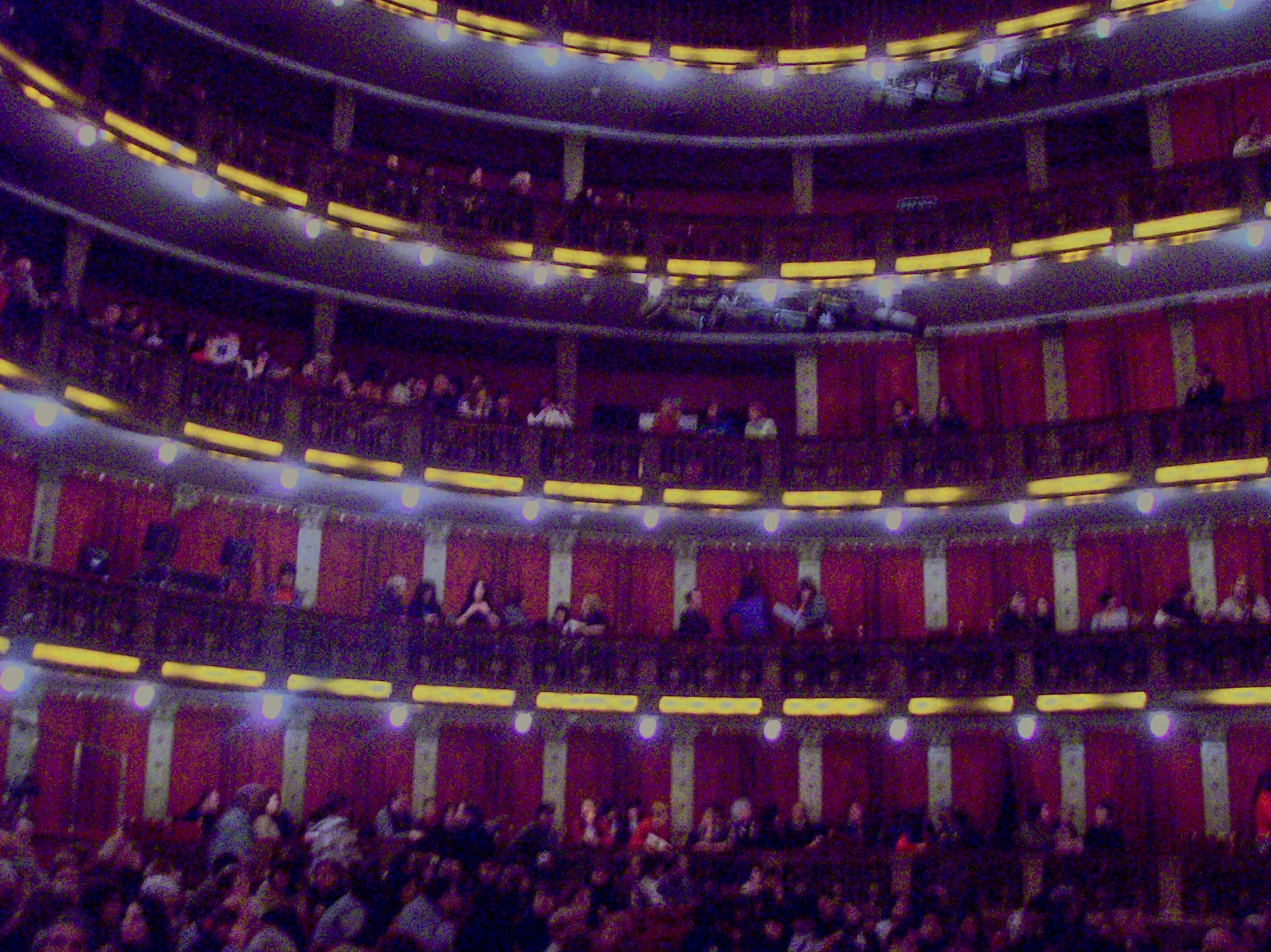
Parterre et loges de la salle principale.

Le podium du théâtre, de 16 mètres sur 28,5, est doté d’un plateau tournant de 12 mètres de diamètre, composé de panneaux de bois de 1 m2 permettant la mise en place de plans dénivelés. Par devant la scène se trouve une avant-scène élevable de 12 mètres sur 2,7 permettant de prolonger le podium principal, d’aménager une fosse d'orchestre ou d’agrandir le parterre.
Le théâtre comporte trois salles de spectacle se prêtant tant aux représentations théâtrales qu’à d’autres formes d’expression artistique. La salle principale, dite « la María Guerrero », est d’une capacité totale de 860 places, réparties entre des balcons et des loges et un parterre principal offrant place à 348 personnes. La salle « Orestes Caviglia », aménagée là où anciennement se trouvait la confiserie, peut accueillir 150 spectateurs ; par sa conformation, cette salle se prête en particulier à la tenue de concerts de musique de chambre et de spectacles de caractère plus intimiste. Enfin, la salle « Luisa Vehil » n’est pourvue ni d’une scène, ni d’un parterre, ce qui laisse la possibilité de la disposer selon les nécessités ; inspirée du salon María Luisa du palais royal de Madrid, elle est connue aussi comme le Salon doré, en raison de ce que toute sa décoration est couverte de dorures à la feuille.